# Soulèvement écologique
Soulèvement écologique (Serbe: Еколошки устанак ; Ekološki ustanak ; EU) était un mouvement politique en Serbie, dirigé par Aleksandar Jovanović Ćuta, qui a émergé lors des manifestations écologistes serbes de 2021-2022. S'étant présenté aux élections législatives de 2022 au sein de la coalition Moramo, EU obtient 4 sièges à l'Assemblée Nationale. 

## Histoire

### Formation du mouvement de protestation
Le mouvement Soulèvement écologique nait d'une série d'actions pro-environnementales en Serbie en 2021. C'est Ćuta, qui dans le cadre d'actions avec le mouvement Défendez les rivières du Grand Balkan, utilise le premier l'expression «Soulèvement écologique» dans son appel à une manifestation citoyenne à l'Assemblée nationale, le 10 avril 2021 . La manifestation, qui attire des milliers de personnes, appelle à un moratoire sur la construction de petites centrales hydroélectriques et à un reboisement intensif dans toute la Serbie. Une autre manifestation a lieu en septembre de la même année, rassemblant trente organ isations environnementales sous la bannière du «Soulèvement écologique». Ce dernier événement est le catalyseur d'une série continue de manifestations écologistes au cours des mois suivants, en particulier par opposition au projet de Rio Tinto d'extraction de jadarite dans la vallée d Jadar. Aleksandar Jovanović Ćuta et son mouvement Soulèvement écologique y jouent un rôle de premier plan.

### Participation aux élections de 2022
En novembre 2021, Ćuta déclare que son mouvement participerait aux élections municipales de Belgrade et aux élections législatives de 2022. Il déclare que l'objectif électoral est de «supprimer la cause de la plus grande pollution en Serbie, le régime d'Aleksandar Vučić».
En novembre 2021, Soulèvement écologique signe avec Ensemble pour la Serbie et Ne laisse pas tomber Belgrade accord électoral de liste commune pour les élections de 2022. Il se concrétise sous la forme de la coalition Moramo en janvier 2022 . Moramo obtient 13 sièges de députés aux élections législatives, dont 4 reviennent à Soulèvement écologique. A l'issue l'élection municipale de Belgrade, la coalition obtient 13 sièges d'élus municipaux, dont 3 reviennent à Soulèvement écologique.
En Juin 2022, à la suite des élections, Ensemble pour la Serbie, Soulèvement écologique, Assemblée de la Serbie libre et Plateforme civique Action fusionnent pour ne former plus qu'un seul et même parti, Ensemble,.

### Participation aux élections de 2023
Le 6 septembre 2023, Ćuta annonce que les membres de EU quittent Ensemble à la suite de désaccords internes. Le 3 novembre 2023, à la suite des manifestations serbes de 2023, et en vue des élections législatives, EU signe avec les autres partis d'oppositions organisateur la formation de la coalition Serbie contre la violence.

## Résultats électoraux

### Élection législative
| Année | Nombre de voix      | % des suffrages exprimés | Nombre de sièges | Coalition |
| ----- | ------------------- | ------------------------ | ---------------- | --------- |
| 2022  | 178 733 (coalition) | 4,84 % (coalition)       | 4 / 250          | Moramo    |

### Élection présidentielle
| Année | Candidat          | Votes au 1er tour | Votes au 1er tour | Coalition |
| ----- | ----------------- | ----------------- | ----------------- | --------- |
| 2022  | Biljana Stojkovic | 122 378           | 3,30%             | Moramo    |

### Élection municipale de Belgrade
| Année | Nombre de voix     | % des suffrages exprimés | Nombre de sièges | Coalition |
| ----- | ------------------ | ------------------------ | ---------------- | --------- |
| 2022  | 99 078 (coalition) | 11,04 % (coalition)      | 3 / 110          | Moramo    |